# Paul Haba
Pour les articles homonymes, voir Haba.
Paul Haba né le 14 juillet 1959, est un athlète guinéen spécialiste du 100 mètres.

## Carrière
Il a participé au 100 mètres masculin aux Jeux olympiques d'été de 1980. Haba a participé à la huitième série en terminant 6e sur 7 coureurs avec un temps de 11 s 19, ne réussissant pas à se qualifier pour le tour suivant.
Le record personnel de Haba au 100 mètres est de 10 s 90 établi en 1984.